# بيريفايبرات
بينريفايبرات (Pirifibrate) دواء خافض للكوليسترول ينتمي إلى مجموعة الفايبرات لكنه غير متوفر تجاريا .